# مجلس البحوث الطبية (المملكة المتحدة)
مجلس البحوث الطبية (بالإنجليزية: Medical Research Council)‏ ويُدعى اختصاراً MRC، هو وكالة حكومية مُمَوَلة مِنَ القطاع العام، وهي مَسؤولَة عَن تَمويل وتَنسيق البُحوث الطِّبية في المملكة المتحدة، وُتعتبر واحدة مِن بَين سَبعة مجالس بحوث في المملكة المتحدة، وهي مُستقِلة وزارة الأعمال والابتكار والمهارات.
يُرَكز المَجلس عَلى البُحوث ذاتِ التأثير العالي، وقُدم لَه الدَّعم المالي والخِبرَة العِلمية إلى جانِب عَدد مِن الإنجازات الطِّبية، بِما في ذلك تَطوير البنسلين واكتِشاف بِنية الحمض النووي. وقد أنتَجت الأبحاث التي مَولها مجلس البحوث الطبية 30 فائزًا بِجائزة نوبل حَتى الآن.

## التاريخ
تَأسست لَجنة البُحوث الطبية كَمَجلس البُحوث الطبية والمَجلس الاستشاري في عام 1913، كان دَورها الرَّئيسي هُو تَوزيع أموال البُحوث الطبية بِموجب أحكام قانون التأمين الوطني لِعام 1911. وكان ذلك نَتيجة لِتوصية الهَيئة المَلكية بِشأن مرض السل، الذي أوصى بإنشاء هَيئة دائِمة لِلبحث الطبي. غيرَ أن الولاية لَم تَقتصر عَلى مرض السل.
في عام 1920، أصبح مَجلس البُحوث الطبية بِموجب الميثاق الملكي. وقَد وافَقت المَلكة رسميًا عَلى ميثاق تَكميلي في 17 تموز/يوليو 2003. وفي آذار/مارس 1933، أنشأ المَركز أول دَورِية طِبيّة عِلمية مَنشورة سُميّت المَجلة البريطانية لِلبُحوث السريرية والطب المُتقدم التَّعليمي، بِوَصفها مَنشورًا دَوريًا يَهدف إلى تَعزيز تَقدُم العِلم، مِن خِلال الإبلاغ عَن بُحوث جَديدة. وهِيَ تَحتوي عَلى مَقالات في مِحاولة لِضمان أن المَواد تُلبي مَعايير مَجلة الجَودة، والصلاحية العِلمية، والسَّماح لِلباحثين بِالحفاظ عَلى ما يَصلِون إليه ومُواكبة التطورات في مَجالِهم وتَوجيه أبحاثِهم الخاصّة.
في آب/أغسطس 2012، تَم الإعلان عَن إنشاء مَركز البُحوث الطبية فينوم NIHR، وهُوَ مَركز أبحاث لِلطب الشَّخصي. ويَقَع مَركز فينوم الوَطني في كلية لندن الإمبراطورية، وهُو مَزيج مِنَ المُعدات المَوروثة مِن مُنشآت مُكافَحة المُنشّطات، والمُستخدمة لاختبار العَينات خِلال دَورة الألعاب الأولمبية والألعاب الأولمبية لِلمعاقين لعام 2012. وعَناصِر إضافية مِن شُركاء التِكنولوجيا في مَركز بروكر وشركة ووترز. ويتم تَمويل المَركز بِقيادة كلية لندن الإمبراطورية وكلية الملك في لندن بِمنحتين مُدتهما خَمس سَنوات بقيمة 5 ملايين جنيه إسترليني مِن مَجلس البُحوث الطِّبية والمَعهد الوَطني لِلبحوث الصِّحية وافتتح رسميًا في يونيو 2013 .

### بحث ملحوظ
اشتَملت الأعمال الهامّة التي نُفذَت تَحت رِعاية مَجلس البُحوث الطِّبية ما يَلي:
- تَحديد السَّبب الغِذائي للكساح مِن قبل السيد إدوارد ميلانبي.[5] كما أجرى ميلانبي تجارب بشرية فيما يتعلق بنقص فيتامين أ وج على المتطوعين في معهد سوربي للأبحاث؛
- في عام 1918، اكتِشاف أنَّ الأنفلونزا سَبَبُها فايروس.[6]
- وصف الناقل العصبي وأول ناقل عصبي، أسيتيل كولين، من قبل السيد هنري هنري ديل وأوتو لوفي، الحصول على جائزة نوبل في الطب أو علم وظائف الأعضاء في عام 1936.
- تطوير البنسلين من قبل السيد ألكسندر فلمنج، السيد إرنست تشين وهوارد فلوري، الحصول على جائزة نوبل عام 1945.[7]
- رَبط سرطان الرئة بِالتدخين مِن قِبل السيد ريتشارد دول والسيد أوستن برادفورد هيل في دِراسة الأَطباء البريطانيين، التي نُشرت في عام 1956.[8]
- اكتِشاف هَيكل الحمض النووي من قبل د.جيمس واتسون، فرنسيس كريك، روزاليند فرانكلين والبروفسور موريس ويلكنز.[9] حيث حصل ثلاثة منهم على جائزة نوبل للفسيولوجيا والطب لعام 1962.
- تَطوير التصوير بالرنين المغناطيسي في عام 1973 من قبل البروفيسور بيتر مانسفيلد وبشكل مستقل من قبل بول لاوتربر. وهذا أدى إلى جائزة نوبل لعام 2003.[10]
- تطوير الأجسام المضادة أحادية النسيلة[11] من قبل سيزار ميلشتاين وجورج كوهلر في عام 1975 (جائزة نوبل 1984).

## التنظيم والقيادة
مَجلس البُحوث الطبية هُو واحِد مِن سَبعة مَجالس لِلبحوث ، كان مسؤولا منذ 6 يونيو 2009 على الرغم من سياسته المستقلة، عن وزارة الأعمال والابتكار والمهارات. وفي الماضي كانَ مسؤولا أمامَ مَكتب العُلوم والابتِكار، وهُو جُزء مِن إدارة التجارة والصناعة.
ويَخضَع مَجلس البُحوث الطبية لِمجلس مِن 14 عضوًا، حيثُ يُعقد كُل شَهرين. ويَقوم مَجلسها بالتوجيه والإشراف عَلى سِياسة الشركات واستراتيجية العُلوم، بضمان إدارة مَجلس البُحوث الطبية بفعالية، واتخاذ القَرارات المُتعلقة بالسِّياسات والانفاق. يَتم اختيار أعضاء المَجلس مِن الصناعة والأوساط الأكاديمية والحكومة وNHS. يَتم تَعيين الأعضاء مِن قِبل وَزير الدولة لِشؤون الأعمال والابتكار والمهارات. الإدارة اليَومية في يَد الرئيس التنفيذي. ويرأس أعضاء المجلس أيضًا مَجالس مُتخصصة في مَجالات مُحددة مِن البحوث. وفيما يَتعلق بِالمواضيع المُحددة ويَجتمع المَجلس في اللِّجان ().

### المدراء التنفيذيين
مُوظفو الإدارة التَنفيذيون (الأمَناء الأصلِيون):
- 1914–1933: السيد والتر مورلي فليتشر.
- 1933–1949: السيد إدوارد ميلانبي.
- 1949–1968: السيد هارولد برسيفال هيمسورث.
- 1968–1977: السيد جون جريه.
- 1977–1987: السيد جيمس ليرمونث غوانز.
- 1987–1996: السيد ديفيد ألان ريس.
- 1996–2003: السيد البروفيسور جورج ردّا.
- 2003–2007: السيد البروفيسور كولين بلاكيمور.
- 2007–2010: السيد البروفيسور ليزيك بوريسيويتز.
- 2010– للآن: السيد البروفيسور جون سافيل.

عادًة ما يَكون المُدراء التَنفيذيون لِمجلس البُحوث الطبية هُم «منظومة الشرف البريطاني».

### رؤساء
- 1913–1916: جون فليتشر مولتون، بارون مولتون.
- 1916–1920: والدورف أستور.
- 1920–1924: جورج غوسشن.
- 1924: إدوارد وود.
- 1924–1929: آرثر جيمس بلفور.
- 1929–1934: إدغار فينسنت.
- 1934–1936: فيكتور هوب.
- 1936–1948: اللورد بالفور من بيرلاي.
- 1948–1951: كريستوفر أديسون.
- 1952–1960: إدموند بيري.
- 1960–1961: ديريك هيثكوات-أموري.
- 1961–1965: هارتلي شوكروس.
- 1965–1969: فيكونت أموري.
- 1969–1978: هيو بيرسي.
- 1978–1982: مالكولم شيبيرد.
- 1982–1990: جورج جليكو.
- 1990–1998: ديفيد بلاستو.
- 1998–2006: أنتوني كليفر.
- 2006–2012: جون تشيشولم.
- 2012–للآن: دونالد بريدون.

## المعاهد والمراكز والوحدات
للمجلس 27 وِحدة وثَلاثة معاهد في المملكة المتحدة ووحدة واحدة في كل من غامبيا وأوغندا (). كما أن لَديها 26 مَركز تُقدم شَراكات مَع الجامِعات البريطانية لِتطوير مَراكز التَّميز العِلمي. تَم الإعلان عَن ثَلاثة مَراكز أبحاث «الصحة مدى الحياة» المُمَولة مِن مَوارد مَجلِس البُحوث الطبية في عام 2008 كجزء مِن بَرنامج الصَّحة والرفاه مدى الحياة-مجلس بحوث التكنولوجيا الحيوية والعلوم البيولوجية، ومجلس بحوث العُلوم الهَندسية والفيزيائية ومَجلس البُحوث الاقتصادية والاجتماعية.

وفيما يَلي قائِمة بالمَعاهد والمَراكز والوِحدات الحالِية التابِعة لِمَجلس البُحوث الطبية:

أبردين
- مَركز مَجلس البُحوث الطبية لعلم الفطريات في جامعة أبردين (مجلس البحوث الطبية CMM).

برمنغهام
- مركز مَجلس البحوث الطبية لِلتنظيم المَناعي (مَقرُّها في جامعة برمنغهام).

برايتون
- مَركز مَجلس البُحوث الطبية لِلأضرار والاستِقرار الجينوم (مقره في جامعة ساسكس).

بريستول
- وِحدة مَجلس البُحوث الطبية للأوبِئة التكامُلِية في جامعة بريستول(مَجلس البُحوث الطِّبية IEU).

كامبريدج
- وحدة الإحصائيات الحَيوية لِمجلس البُحوث الطِّبية (BSU).
- مركز السرطان.
- مَجلس البُحوث الطبية ومَركز الثقة ويلكوم لِمعهد العُلوم السلوكِية والسَريرية (BCNI) (مَقره في جامعة كامبريدج)
- مَركز مَجلس البُحوث الطبية لبيولوجيا الخلايا الجذعية والطب التجديدي (مقره في جامعة كامبريدج).
- وِحدة الإدراك وعلوم الدماغ.
- وِحدة مَجلس البُحوث الطبية لِلأوبئة في جامعة كامبريدج (مَجلس البُحوث الطبية EU).
- مَجلس البُحوث الطبية لِلتغذية البَشرية.
- مُختبر البيولوجيا الجزيئية.
- وحدة الأمراض الأيضية.
- وحدة علم الأحياء الميتوكوندريا.

كارديف
- مركز مجلس البحوث الطبية لعلم الوراثة العصبية والنَفسية والجينوميا (مقره في جامعة كارديف).

دندي
- مَجلس البحوث الطبية لفسفتة البروتين ووحدة أوبيكيتيليشن في جامعة دندي) (مجلس البحوث الطبية PPU).

إدنبرة
- مركز مجلس البحوث الطبية لِلشيخوخة المَعرفية وعِلم الأوبِئة المَعرفية (مجلس البحوث الطبية CCACE) (مقره في جامعة إدنبرة).
- مركز مجلس البحوث الطبية للعلم الوراثي والطب الجزيئي (IGMM) (مقره في جامعة إدنبرة).
- المركز الإسكتلندي للطب التجديدي (مقره في جامعة إدنبرة).
- مركز مجلس البحوث الطبية للصحة الإنجابية (CRH)(مقره في جامعة إدنبرة).
- وحدة علم الوراثة البشرية (HGU) (مقره في جامعة إدنبرة).
- التعاون الإسكتلندي للبحوث والسياسات الصحية العامة (SCPHRP) (مقره في جامعة إدنبرة).
- مركز أبحاث مجلس البحوث الطبية في جامعة إدنبرة (مقره في جامعة إدنبرة).

عنتيبي
- وحدة بحوث أوغندا التابعة لمركز البحوث الإقليمية / مركز بحوث المخدرات في أوغندا.

فجارة
- وحدة مجلس البحوث الطبية، غامبيا.

غلاسكو
- وحدة العلوم الاجتماعية والعِلمية العامة التابِعة لِمجلس البُحوث الطبية/ مَركز العُلماء في جامعة غلاسكو(مجلس البحوث الطبية / CSO SPHSU)(ومقرها جامعة غلاسكو).
- معهد مجلس البحوث الطبية لأبحاث السمع (مجلس البحوث الطبية IHR) (مقره في جامعة غلاسكو).
- مجلس البحوث الطبية/ جامعة مركز غلاسكو للبحوث الفيروسات (مجلس البحوث الطبية-UoG CVR) (مقرها في جامعة غلاسكو).

هارويل
- وحدة علم وراثة الثدييات (مجلس البحوث الطبية MGU).
- مجمع البحوث في هارويل (RCaH).

ليستر
وحدة علم السموم(مقرها في جامعة ليستر).
ليفربول
- مجلس البحوث الطبية لِعلوم السّلامة الدَوائية (مَقره في جامعة ليفربول).

لندن
- مركز الربو في المملكة المتحدة (مقره في كلية الملك في لندن).
- مختبر مجلس البحوث الطبية لبيولوجيا الخلايا الجزيئية في UCL (MRC LMCB at UCL) (مقره في كلية الملك في لندن).
- مركز مجلس البحوث الطبية لعلم الأوبئة لصحة الطفل (مقره في كلية الملك في لندن).
- مجلس البحوث الطبية لعلم الأعصاب التنموي (مقره في كلية الملك في لندن).
- مركز مجلس البحوث الطبية للبكتيريا الجزيئية والعدوى (مقرها في كلية لندن الإمبراطورية).
- مركز مجلس البحوث الطبية للبحوث العصبية (مقره في كلية الملك في لندن).
- مركز مجلس البحوث الطبية للأمراض العصبية والعضلية (مقره في كلية الملك في لندن).
- مركز مجلس البحوث الطبية لتحليل الفاشية ونمذجة (مقرها في كلية لندن الإمبراطورية).
- مركز مجلس البحوث الطبية للزراعة (مقره في كلية الملك في لندن).
- معهد لندن للعلوم الطبية (مجلس البحوث الطبية LMS) (مقرها في كلية لندن الإمبراطورية).
- وحدة التجارب السريرية في UCL (MRC CTU at UCL)(مقره في كلية الملك في لندن).
- مركز البيئة والصحة (بالاشتراك مع كلية الملك في لندن) وكلية لندن الإمبراطورية).
- مجموعة مجلس البحوث الطبية الدولية للتغذية (مقرها في مدرسة لندن لحفظ الصحة وطب المناطق الحارة).
- مركز مجلس البحوث الطبية الحيوية NMR (المخطط للانتقال إلى معهد فرانسيس كريك الجديد في عام 2015، وهي شراكة بين مركز أبحاث مجلس البحوث الطبية، وبحوث السرطان في المملكة المتحدة، كلية لندن الإمبراطورية، كلية الملك في لندن، صندوق ويلكم وكلية لندن الجامعية)[17]
- وحدة بريون (مقرها في كلية لندن الجامعية).
- المركز الطبي الاجتماعي، الجيني والتنموي (SGDP)(مقره في كلية الملك في لندن).
- وحدة مجلس البحوث الطبية للصحة والشيخوخة مدى الحياة في جامعة كاليفورنيا (MRC LHA في UCL)، موطن المسح الوطني للصحة والتنمية.
- علم الفيروسات الجزيئية الطبية (مقره في كلية لندن الجامعية).

نيوكاسل
- مركز مجلس البحوث الطبية للشيخوخة والحيوية (MRC CBAV) (مقرها في جامعة نيوكاسل).

نوتنغهام
- معهد مجلس البحوث الطبية لأبحاث السمع (MRC IHR) (مقره في جامعة نوتنغهام).

أكسفورد
- وحدة علم الأمراض العصبية التشريحية في جامعة أكسفورد (MRC ANU) (مقرها في جامعة أكسفورد).
- مجلس البحوث الطبية / سرطان البحوث UK/BHF، وحدة خدمة المحاكمات السريرية ووحدة الدراسات الوبائية (CTSU).
- CRUK / مجلس البحوث الطبية أوكسفورد لإشعاع الأورام (OIRO) (مقرها في جامعة أكسفورد).
- مركز مجلس البحوث الطبية لعلم الجينوم والصحة العالمية (CGGH).
- وحدة الجينوم الوظيفية في جامعة أكسفورد (مجلس البحوث الطبية FGU) (مقرها في جامعة أكسفورد).
- مركز مجلس البحوث الطبية في جامعة أكسفورد (MRC HIU) (مقرها في جامعة أكسفورد).
- وحدة مجلس البحوث الطبية للأمراض الدموية الجزيئية في جامعة أكسفورد (MRC MHU) (مقرها في جامعة أكسفورد).

شيفيلد
- مركز مجلس البحوث الطبية للعلم الوراثي التنموي والحيوي (مقره في جامعة شيفيلد).

ساوثامبتون
- وحدة علم الأوبئة في جامعة ساوثامبتون (MRC LEU).

## وصلات خارجية
- MRC official website
- Research Councils UK
- Human Genetic Unit
- Annual Reviews
- Social & Public Health Sciences Unit
- NIMR official website
- MRC-NIHR National Phenome Centre website

### مقاطع فيديو
- MRC YouTube channel